# Chiesa della Madonna del Bosco
La chiesa della Madonna del Bosco è una chiesa rurale di Campi Salentina risalente alla seconda metà del XVI secolo. Sorge nei pressi del cimitero, lungo la strada provinciale per Guagnano. Anticamente era isolata e posizionata lungo l'arteria stradale che collegava Lecce a Napoli.

## Prospetto
La chiesetta presenta un semplicissimo prospetto realizzato con conci di pietra calcarenitica (tufo). Il portale d'accesso architravato è murato; in alto si apre un finestrone. Lateralmente, lungo il lato sinistro, è presente un portale barocco sormontato da una statua in pietra leccese della Vergine col Bambino.

## Interno
L'interno, ad aula unica di forma rettangolare, possiede una copertura a botte. Il più importante elemento architettonico è rappresentato dall'altare maggiore, con paliotto intarsiato di marmi colorati, che conserva un'icona dipinta sul muro raffigurante la Madonna delle Grazie.